# Le Corsaire noir (film, 1976)
Pour l’article homonyme, voir Le Corsaire noir.
Pour plus de détails, voir Fiche technique et Distribution.
Le Corsaire noir (Il corsaro nero) est un film italien réalisé en 1976 par Sergio Sollima. Il est une nouvelle adaptation du roman d'Emilio Salgari, auteur fortement dénonciateur des méfaits de la colonisation.
La toute première adaptation cinématographique date de 1937 par Amleto Palermi.

## Synopsis
Émilio de Roccabruna, Comte de Vintimille et Valpenta, le Corsaire Noir, est issu de la haute noblesse espagnole. Animé par l'esprit de vengeance contre le duc Van Gould, il est devenu corsaire, tout comme ses deux jeunes frères qui le secondent, le Corsaire Rouge et le Corsaire Vert. Le duc Van Gould est venu sur l'île de Maracaibo envoyé par le roi d'Espagne pour destituer le gouverneur en place. Lors d'une réception, le frère d'Émilio de Roccabruna provoque en duel le duc Van Gould. Le duel a lieu dans la salle de bals, le duc se fait aider d'un complice pour tuer son adversaire. Puis il fait assassiner le deuxième frère d'Émilio.
Comme vengeance, le Corsaire Noir jure de tuer le duc ainsi que tous les siens. Son regard est terrible. À l'occasion d'un abordage, le Corsaire Noir kidnappe une jeune femme dont il tombe éperdument amoureux, mais il découvre qu'il s'agit de la fille de Van Gould. Sur l'insistance de son équipage qui crie aussi vengeance, il doit abandonner sa bien-aimée en plein océan : une barque, un pain et une ration d'eau. Le frêle esquif s'éloigne. Averti, le comte pleure. Ses proches s'émeuvent.
Entre-temps, les corsaires, réunis sur l'île de la Tortue, décident une expédition pour s'emparer d'un trésor qui serait gardé sur l'île de Maracaïbo. Le Corsaire Noir en sera, mais à sa manière. Il cherchera à venger ses frères. Mais pendant la prise de l'île, il est fait prisonnier. Il parvient cependant à s'évader, avec la complicité de celui qui l'avait pourtant trahi et le soutien d'un noble espagnol à qui il avait précédemment sauvé la vie.
Les pirates gagnent. Ils remportent le trésor. Au passage, tous les moines sont tués et la garnison décimée. Sur un radeau parti à la dérive, formé de restes du bateau de Van Gould, Emilio finit par retrouver sa dulcinée, dans le contexte extraordinaire des îles, les cheveux fleuris, le visage illuminé d'un sourire radieux.

## Fiche technique
- Titre original : Il corsaro nero
- Réalisation : Sergio Sollima
- Scénario : Emilio Salgari et  Alberto Silvestri
- Pays :  Italie
- Durée : 126 min
- Format : Couleur
- Date de sortie :  Italie : 22 décembre 1976

## Distribution
- Kabir Bedi : Emilio de Roquebrune (Roccabruna en v.o.) dit le Corsaire Noir, comte de Vintimille (Ventimiglia en v.o.) et de Valpenta, corsaire italien
- Jackie Basehart : Enrico dit le Corsaire Rouge, frère cadet du Corsaire Noir
- Nicolò Piccolomini (crédité Niccolò Piccolomini) : Amedeo dit le Corsaire Vert, frère benjamin du Corsaire Noir
- Salvatore Borgese (crédité Sal Borgese) : Carmaux, officier du Corsaire Noir
- Franco Fantasia : Van Stiller, officier du Corsaire Noir
- Mel Ferrer : Van Gould, duc flamand allié des Espagnols qui a tué les parents et les frères du Corsaire Noir
- Carole André : Honorata (Honored en v.o.) Villerman, noble flamande / la duchesse Van Gould, fille du duc de Van Gould
- Pietro Torrisi : Schultz, lieutenant flamand qui accompagne le duc de Van Gould pour se venger du Corsaire Noir
- Guido Alberti : le gouverneur de Ribeira, représentant de l'Espagne
- Dagmar Lassander : Isabelle, marquise de Bermejo, maîtresse du gouverneur de Ribeira puis du duc de Van Gould
- Angelo Susani (non crédité) : Manolo, serviteur de la marquise de Bermejo
- Sonja Jeannine : Yara, amérindienne sauvée par le Corsaire Noir lors du saccage de son village par les Espagnols
- Tony Renis : José, ex-serviteur espagnol du duc de Van Gould qui joue de l'ocarina
- Edoardo Faieta (crédité Eddy Fay) : Jean David Nau dit l'Olonnais (Il Olonese en v.o.), flibustier français
- Mariano Rigillo : Lerma, comte espagnol membre de l'ordre de Santiago, à qui le Corsaire Noir sauve la vie
- Angelo Infanti : Morgan, ambitieux flibustier anglais débutant qui se place sous l'autorité du Corsaire Noir
- Lionello Pio Di Savoia : le gouverneur français de l'île de la Tortue, représentant du roi de France Louis XIV